# Vanikorobrillenvogel
Der Vanikorobrillenvogel (Zosterops gibbsi) ist eine wenig erforschte Vogelart aus der Familie der Brillenvögel (Zosteropidae). Er ist endemisch auf der Insel Vanikoro in den Santa-Cruz-Inseln. Das Taxon wurde erst 2008 beschrieben. Das Artepitheton ehrt den britischen Naturforscher David Gibbs, der die Art 1994 entdeckt hatte.

## Merkmale
Der Vanikoro-Brillenvogel wurde anhand von drei adulten Exemplaren (zwei Weibchen und ein Männchen) beschrieben, die 1997 von Guy Dutson gesammelt wurden und sich heute im Walter Rothschild Zoological Museum in Tring befinden. Die Länge des gestreckten Flügels zwischen Flügelbug und Flügelspitze beträgt 67 bis 69 Millimeter. Der Schwanz hat eine Länge von 42 bis 43 Millimeter. Die Lauflänge beträgt 19 Millimeter. Der Vanikoro-Brillenvogel erreicht eine Schnabellänge bis 16 Millimeter. Neben dem plumperen Lifu-Brillenvogel (Zosterops inornatus), dessen Schnabel bis 18,5 Millimeter lang werden kann, gehört er zu den Zosterops-Arten mit den längsten Schnäbeln.
Der Oberkopf und die Oberseite sind einfarbig olivgrün mit einer leichten bronzefarbenen Verwaschung an den Oberschwanzdecken. Der Schnabel ist pechschwarz mit einer hell hornfarbenen Unterschnabelbasis. Die Iris ist satt rötlich-orange. Die Augen sind von einem pulvergrauen unbefiederten Augenring umgeben.  Die hellgrauen Zügel sind spärlich befiedert. Die Beine sind satt hell orange. Die Zehen sind lebhaft sandfarben. Die Schwungfedern sind graubraun und die Steuerfedern dunkelgraubraun mit etwas helleren olivgrünen Außensäumen. Die Schirmfedern und die Armschwingen haben schmale olivgrüne Außensäume. Die Handschwingen weisen schmale olivgelbe Außensäume auf. Die Kehle, die Brust und die Bauchmitte sind olivgelb mit einer hellgelben Verwaschung am Kinn. Die Flanken sind etwas dunkler. Die Unterschwanzdecken und die inneren Ränder der Schwungfederunterseiten sind silbrig.  
Ein juveniles Exemplar, das im Feld beobachtet wurde, ähnelte den adulten Vögeln. Die Beine waren heller rosa-orange verwaschen. Die Schnabelbasis war stumpfer. Der Schnabel war dunkel hornfarben mit einer hellgelben Spitze. Die unbefiederte Haut um die Augen war markanter und das Gefieder war allgemein stumpfer.
Die Bandbreite der Lautäußerungen beinhaltet ein leises, summendes vruh, das manchmal mehrere Male in einer schnellen Abfolge wiederholt und in Länge und Ton variiert wird. Von seinem geografisch nächsten Verwandten, dem Einfarb-Brillenvogel von der Insel Nendo, unterscheidet sich der Gesang des Vanikoro-Brillenvogels in den längeren, langsameren Phrasen mit kürzeren, weniger melodiösen, dafür aber regelmäßigeren Noten.

## Lebensraum
Der Vanikoro-Brillenvogel wurde hauptsächlich in zwei Habitaten beobachtet: im Dickicht und in degradierten Sekundärwäldern im Tiefland sowie in Primärwäldern in mittleren Höhenlagen oberhalb von 350 Metern. Besonders häufig kommt die Art in Höhenlagen oberhalb von 700 Metern vor, wo es keine Lichtungen in den Wäldern gibt.

## Lebensweise
Der Vanikoro-Brillenvogel geht paarweise oder in Gruppen bis zu sieben Vögeln auf Nahrungssuche. Seine Nahrung besteht aus kleinen Früchten. Er untersucht abgestorbene Blätter oder die Unterseite von Zweigen und benutzt senkrechte Baumstämme als Sitzwarte.

## Fortpflanzung
Über das Fortpflanzungsverhalten ist bisher nur wenig bekannt geworden. Ein Nest mit zwei Nestlingen wurde am 8. November 1997 entdeckt. Die Jungen wurden hauptsächlich in den Morgenstunden von einem, zwei oder drei Vögeln gefüttert. Dies lässt vermuten, dass ein Helfer die Eltern bei der Fütterung unterstützt. Diese Form der kooperativen Jungenaufzucht wurde bisher nur beim Mahé-Brillenvogel und beim Maskarenen-Brillenvogel beobachtet. Das schalenförmige Nest wurde aus fest verwobenen feinem Gras und anderen Pflanzenfasern in der Gabel eines kleinen waagerechten Zweiges ungefähr vier Meter über dem Boden in einem spärlich beblätterten Baum errichtet. Am 19. November war das Nest bereits wieder verlassen, nachdem es die vorangegangenen acht Tage nicht kontrolliert wurde.

## Bestand und Gefährdung
Der Vanikoro-Brillenvogel wurde 2009 von BirdLife International in die Rote Liste gefährdeter Arten der IUCN aufgenommen und in die Kategorie nicht gefährdet (least concern) klassifiziert. Die Feldbeobachtungen zeigten, dass die Art oberhalb von 600 Metern häufig vorkommt. Die Hochlandwälder sind bisher von Rodungen und Degradierung verschont geblieben. Im Tiefland sind Ratten präsent. Das Risiko der Gefährdung durch invasive Arten ist aber derzeit noch schwierig einzuschätzen.

## Entdeckung
Als die Whitney South Sea Expedition 1925 und 1927 auf Vanikoro Halt machte, wurden keine Brillenvögel auf der Insel nachgewiesen. 1994 besuchte der britische Ornithologe David Gibbs die Umgebung des Dorfes Lavaka auf Vanikoro, wo er eine neue Brillenvogelart entdeckte. Eine formale Beschreibung des Taxons blieb jedoch aus, da es Gibbs nicht gelang, ein Typusexemplar zu fangen. Bei einer Expedition im November 1997 beobachtete der Ornithologe Guy Dutson 17 Exemplare in der Nähe von Lavaka in einer Höhenlage von 800 Metern. Drei Exemplare wurden gesammelt, die als Grundlage für die wissenschaftliche Erstbeschreibung im Jahre 2008 dienten.